# Burnsovy otcovské lapálie
Burnsovy otcovské lapálie (v anglickém originále Burns, Baby Burns) jsou 4. díl 8. řady (celkem 157.) amerického animovaného seriálu Simpsonovi. Scénář napsal Ian Maxtone-Graham a díl režíroval Jim Reardon. V USA měl premiéru dne 17. listopadu 1996 na stanici Fox Broadcasting Company a v Česku byl poprvé vysílán 15. prosince 1998 na stanici ČT1.

## Děj
Po návštěvě každoročního fotbalového zápasu Harvard–Yale jedou pan Burns a Smithers vlakem zpět do Springfieldu. Když vlak nečekaně zastaví, přistoupí k nim muž jménem Larry, který prodává suvenýry. Když uvidí Burnse, porovná jeho tvář se starou fotografií a všimne si podobnosti. Náhle se vlak rozjede a Larryho nechá za sebou. Když se Simpsonovi vracejí domů z návštěvy moštárny, uvidí Larryho stopovat a svezou ho. Vezmou ho do Burnsova sídla, kde Larry prozradí, že je starcův syn. 
Burns přizná, že Larry je výsledkem známosti na jednu noc ze srazu vysoké školy. Zpočátku je nadšený, že má syna, a chová se k němu jako ke svému chráněnci. Bere ho na luxusní večírky a snaží se ho zapsat na Yale, ale Larryho chování ho přivádí do rozpaků. Larry začne pracovat po Homerově boku v sektoru 7G ve Springfieldské jaderné elektrárně a stanou se z nich přátelé. Larry pozve Homera na večeři do sídla, kde Burns – který už nedokáže potlačit svou nelibost nad Larryho hulvátstvím – prohlásí, že si přeje, aby neměl syna. 
Poté, co Homer přesvědčí Larryho, aby předstíral únos, a Burns tak přiznal, že svého syna miluje, nastěhuje se do sklepa Simpsonových. Homer Burnsovi řekne, že Larryho může dostat zpátky, pokud přizná, že ho miluje. Marge plán odhalí a přesvědčí Homera a Larryho, aby od něj upustili, ale když odcházejí z domu, jsou spatřeni. Homer a Larry jsou pronásledováni do kina, kde vylezou na vrchol markýzy a krátce se střetnou s policií. Homer pronese srdceryvnou řeč, aby ospravedlnil Larryho činy, a Burns jim odpustí podvod, ale vysvětlí, že nemůže být rodinou, kterou Larry potřebuje. Larry to chápe a prozradí, že má doma ženu a děti, které se o něj pravděpodobně bojí. Poté, co se Burns a Larry rozloučí, před kinem na Larryho popud spontánně vypukne večírek.

## Produkce
Epizodu napsal Ian Maxtone-Graham a byla to jeho první scenáristická práce pro Simpsonovy, ačkoli několik měsíců působil v seriálu jako konzultant. Maxtone-Graham předtím spolupracoval s showrunnery Billem Oakleym a Joshem Weinsteinem na herním pořadu a ti ho chtěli najmout jako scenáristu Simpsonových. Díl začal jako příběh o panu Burnsovi a dědečkovi, kteří byli během druhé světové války umístěni v Paříži a zamilovali se do stejné ženy, která měla dítě z lásky. Maxtone-Graham chtěl, aby tato epizoda byla o tom, že Burns má dítě, a tak se také stalo. Druhý nápad byl použit v dílu Zuřící dědeček a jeho reptající vnuk, jenž se vysílal v předchozí řadě. Epizoda začíná návštěvou rodiny v historické moštárně na hoře Swartzwelder (odkaz na kolegu scenáristu Johna Swartzweldera), protože scenáristé chtěli udělat něco, co by se týkalo podzimu, a moštárna se pro to zdála být dobrým prostředím.
V dílu hostuje Rodney Dangerfield, který byl velkým oblíbencem mnoha scenáristů seriálu a mnoho vtipů v této epizodě bylo napsáno speciálně jako „Dangerfieldovy vtipy“, které bylo mnohem těžší napsat, než si štáb původně myslel. Dangerfield během nahrávání své role provedl několik klíčových změn ve scénáři; Weinstein si ponechal komentovaný scénář a pero a považuje je za jeden ze svých tří nejcennějších majetků Simpsonových. Navrhnout Larryho Burnse byla výzva, protože režisér chtěl, aby vypadal jako Dangerfield, ale přitom měl Burnsovy vlastnosti, jako je špičatý nos.

## Kulturní odkazy
Název epizody je odkazem na verš z písně „Disco Inferno“ od The Trammps („Burn, baby, burn.“). Poté, co Homer zjistí, že Larry Burns pracuje také v sektoru 7G, horečně uklízí a uklidí téměř kompletně sestavenou skládačku, na které leží obrázek psa Snoopyho na jeho boudě. Ve skládačce chybí několik dílků nad místem, kde by měl být Snoopyho nos, který byl takto nakreslen záměrně, aby se předešlo porušení autorských práv. Postava z Yale, se kterou pan Burns krátce hovoří, je založena na fiktivní postavě Dink Stover z knihy Dink Stover at Yale od Owena Johnsona. Epizoda obsahuje několik odkazů na film Caddyshack, ve kterém Dangerfield hraje, například scénu, kdy se Larry snaží zapadnout mezi spolupracovníky pana Burnse. Závěrečný pouliční večírek, na kterém zazní píseň „Any Way You Want It“ od skupiny Journey (která zazněla i ve filmu Caddyshack), také paroduje způsob, jakým končí několik filmů, včetně Caddyshacku. Díl končí v kině, což je odkaz na několik slavných zločinců, kteří měli co do činění s divadly, jako byli John Dillinger, Lee Harvey Oswald a John Wilkes Booth.

## Přijetí
V původním vysílání skončil díl v týdnu od 11. do 17. listopadu 1996 na 64. místě ve sledovanosti s ratingem 7,7, což odpovídá přibližně 7,5 milionu domácností. Byl to čtvrtý nejlépe hodnocený pořad na stanici Fox v tomto týdnu, po seriálech Akta X, Melrose Place a Beverly Hills 90210.
Autoři knihy I Can't Believe It's a Bigger and Better Updated Unofficial Simpsons Guide, Warren Martyn a Adrian Wood, díl označili za „zábavnou epizodu, v níž Rodney Dangerfield vložil do Larryho spoustu patosu – a Homerův vášnivý projev na vrcholu kina v závěru patří k jeho nejvtipnějším momentům“.